# Brytyjska Formuła Renault
| Formula Renault UK | Formula Renault UK  |
| ------------------ | ------------------- |
| Kategoria          | Wyścigi samochodowe |
| Kraj               | Wielka Brytania     |
| Pierwszy sezon     | 1989                |
| Samochód           | Tatuus              |
| Silniki            | Renault             |
| Mistrz kierowców   | Alex Lynn           |
| Mistrz zespołów    | Fortec Motorsport   |

| Protyre Formula Renault | Protyre Formula Renault |
| ----------------------- | ----------------------- |
| Kategoria               | Wyścigi samochodowe     |
| Kraj                    | Wielka Brytania         |
| Pierwszy sezon          | 1995                    |
| Samochód                | Tatuus                  |
| Silniki                 | Renault                 |
| Mistrz kierowców        | Pietro Fittipaldi       |

Brytyjska Formuła Renault – seria wyścigów samochodów jednomiejscowych, odbywająca się w Wielkiej Brytanii. Rozróżniamy dwie kategorie: Brytyjską Formułę Renault (pod patronatem Renault) oraz Brytyjską Formułę Renault BARC (pod patronatem Brytyjskiego Automobilklubu Wyścigowego).

## Historia
Brytyjska Formuła Renault pierwotnie została założona przez stowarzyszenie BARC w roku 1989. Rok później została jednak przejęta przez koncern Renault Sport. Oficjalna nazwa mistrzostw brzmi "Formula Renault UK". Druga seria – "Formula Renault BARC" – powstała w roku 1995. Seria wykorzystuje stare podwozia, stosowane wcześniej w pokrewnej serii. Jest uznawany za amatorski serial "Formuly Renault UK".

## Mistrzostwa

### Formuła Renault
Mistrzostwa są organizowane od 1989 roku, natomiast zimowa edycja od sezonu 1998. Regularnie od sezonu 2004 kalendarz składa się z 20 wyścigów, na 10 różnych torach. Początkowo stosowano silniki o pojemności 1721cc. W latach 1995–2000 wielkość jednostki została zwiększona do 2000cc. Został wykorzystany silnik V8. Od roku 2000 wielkość została podwojona i wynosi obecnie V16. Nazwa serii, za sprawą takiej jednostki, brzmi "Formula Renault 2.0". Dostawcą ogumienia jest francuska firma Michelin, która od 1992 roku jest sponsorem tytularnym serii.
W serii niegdyś startowali przyszli kierowcy F1 – Finowie Kimi Räikkönen (mistrz świata z 2007 roku) i Heikki Kovalainen oraz Brytyjczyk Lewis Hamilton (mistrz świata z 2008 roku).

### Protyre Formuła Renault
Mistrzostwa są rozgrywane od 1995 roku. W latach 1995–2012 pod szyldem Formuły Renault BARC. Większość regulacji odnoszących się do FR2000 są takie same, jak w serii pokrewnej, z tym że bolidy mają stałe przełożenie, ograniczenie wlotu (w celu zmniejszenia silnika) oraz jeden komplet opon na eliminację. W ciągu sezonu rozegrane zostają 10 wyścigów.

## Punktacja
System punktowy: 32, 28, 25, 22, 20, 18, 16, 14, 12, 11, 10, 9, 8, 7, 6, 5, 4, 3, 2, 1 na 20 miejsc. Poza tym przyznaje się dwa punkty za pole position i najszybsze okrążenie. Wyścig ogółem trwa pół godziny.

## Mistrzowie
| 1989 | Neil Riddiford      | Tarry Racing              |                   |                      |                                  |
| 1990 | Thomas Erdos        | Fortec Motorsport         |                   |                      |                                  |
| 1991 | Bobby Verdon-Roe    | Fortec Motorsport         |                   |                      |                                  |
| 1992 | Pedro de la Rosa    | Racing for Spain-Minister |                   |                      |                                  |
| 1993 | Ivan Arias          | Racing for Spain-Minister |                   |                      |                                  |
| 1994 | James Matthews      | Manor Motorsport          | Sezon             | Formula Renault BARC |                                  |
| 1995 | Guy Smith           | Manor Motorsport          | 1995              | David Henderson      |                                  |
| 1996 | David Cook          | DCCook Racing             | 1996              | Ian Astley           |                                  |
| 1997 | Marc Hynes          | Manor Motorsport          | 1997              | Peter Clarke         |                                  |
| 1998 | Aluizio Coelho      | Manor Motorsport          | Antônio Pizzonia  | 1998                 | Nick Dudfield                    |
| 1999 | Antônio Pizzonia    | Manor Motorsport          | Kimi Räikkönen    | 1999                 | Elliot Lewis                     |
| 2000 | Kimi Räikkönen      | Manor Motorsport          | Mark McLoughlin   | 2000                 | Jamie Beales                     |
| 2001 | Carl Breeze         | Motaworld Racing          | Robert Bell       | 2001                 | Martin Wallbank                  |
| 2002 | Danny Watts         | Fortec Motorsport         | Robert Bell       | 2002                 | Jeremy Smith                     |
| 2003 | Lewis Hamilton      | Fortec Motorsport         | Jay Howard        | 2003                 | James Gornall                    |
| 2004 | Mike Conway         | Fortec Motorsport         | Stuart Hall       | 2004                 | Nicky Wilson                     |
| 2005 | Oliver Jarvis       | Fortec Motorsport         | Junior Strous     | 2005                 | Nick Wilcox (FR2000 class)       |
| 2006 | Sebastian Hohenthal | Fortec Motorsport         | Franck Mailleux   | 2006                 | Richard Singleton (FR2000 class) |
| 2007 | Duncan Tappy        | Fortec Motorsport         | Richard Singleton | 2007                 | Hywel Lloyd (FR2000 class)       |
| 2008 | Adam Christodoulou  | Fortec Motorsport         | James Calado      | 2008                 | Ollie Hancock (FR2000 class)     |
| 2009 | Dean Smith          | Fortec Motorsport         | Harry Tincknell   | 2009                 | Kieren Clark (FR2000 class)      |
| 2010 | / Tom Blomqvist     | Manor Competition         | Alex Lynn         | 2010                 | Alice Powell (FR2000 class)      |
| 2011 | Alex Lynn           | Fortec Motorsport         | Oliver Rowland    | 2011                 | Dino Zamparelli (FR2000 class)   |
| 2012 | Zawody odwołane     | Zawody odwołane           | Zawody odwołane   | 2012                 | Scott Malvern (FR2000 class)     |
|      |                     |                           |                   | Sezon                | Protyre Formula Renault          |
| 2013 | Chris Middlehurst   |                           |                   |                      |                                  |
| 2014 | Pietro Fittipaldi   |                           |                   |                      |                                  |

## Zespoły

### Formula Renault UK
- Falcon Motorsport
- CRS Racing CRS Racing
- Fortec Motorsport Fortec Motorsport
- HillSpeed HillSpeed
- Manor Motorsport Manor Motorsport
- Mark Burdett Motorsport Mark Motorsport Burdett
- RPD Motorsport
- Scorpio Motorsport Scorpio Motorsport

### Formula Renault BARC
- RPD Motorsport
- Hillspeed Hillspeed
- Falcon Motorsport Falcon Motorsport
- M-Tec M-Tec
- Welch Motorsport Welch Motorsport
- Antel Antel
- Apotec Scorpio Apotec Scorpio